# Giunio Basso
Giunio Basso Teotecnio (latino: Iunius Bassus signo Theotecnius; giugno 317 – 25 agosto 359) è stato un senatore romano dell'Impero.

## Biografia

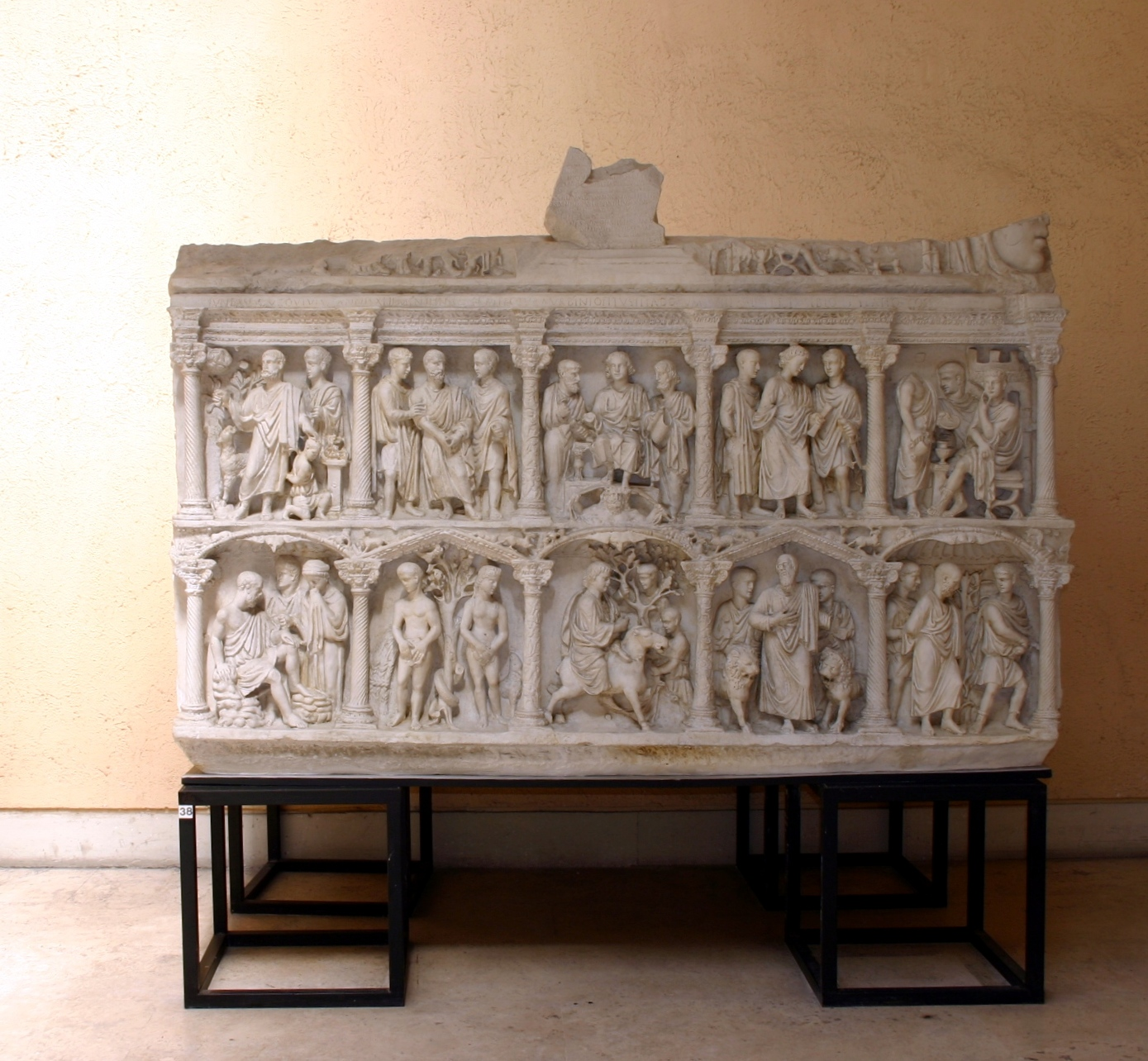
Calco del sarcofago di Giunio Basso.

Giunio Basso era figlio del prefetto del pretorio Giunio Annio Basso.
Vir clarissimus e vicarius di Roma, fu praefectus urbi dal 25 marzo al 25 agosto 359, morendo durante la propria magistratura.
Cristiano, probabilmente battezzato sul letto di morte, il suo famoso sarcofago è il più antico pervenuto raffigurante scene cristiane.